# غابة (المتن)
غابه هي إحدى القرى اللبنانية من قرى قضاء المتن في محافظة جبل لبنان.